# Altair (torpediniera)
L’Altair è stata una torpediniera della Regia Marina.

## Storia
Nel 1937, poco dopo l'entrata in servizio, l'unità fu impegnata nell'addestramento nelle acque del Tirreno, per poi essere posta alle dipendenze del Comando delle Isole italiane dell'Egeo, dove rimase sino all'estate dell'anno seguente, venendo impiegato nelle acque dell'Egeo e del Dodecaneso.
Il 5 maggio 1938 la torpediniera prese parte alla rivista navale «H» nel golfo di Napoli.
In seguito l’Altair, divenuta caposquadriglia della XII Squadriglia Torpediniere, fu dislocata a La Maddalena. Assegnata poi alla Divisione Scuola Comando, prese base ad Augusta partecipando a numerosi cicli addestrativi sino al giugno 1940.
Due giorni prima dell'ingresso dell'Italia nella seconda guerra mondiale, l'8 giugno 1940, l’Altair, al comando del capitano di fregata Adone del Cima, lasciò Trapani e scortò il posamine ausiliario Scilla (ex nave traghetto delle Ferrovie dello Stato) in una missione di posa di mine nel canale di Sicilia.
All'inizio del conflitto la torpediniera svolgeva ancora le funzioni di caposquadriglia della XII Squadriglia, che formava insieme alle gemelle Andromeda, Antares e Aldebaran. Fu impiegata in compiti di posa di mine, vigilanza e lotta antisommergibile.
Il 14 giugno 1940 l’Altair e le tre unità sezionarie lasciarono Trapani e furono inviate a La Spezia, in seguito al bombardamento di alcune città liguri da parte di una squadra navale francese.
Nella notte tra il 5 ed il 6 settembre 1940 l’Altair effettuò la posa di uno sbarramento di 56 mine insieme alle gemelle Alcione, Aretusa ed Ariel.
Tra il 31 ottobre ed il 1º novembre Altair, Andromeda, Antares ed Aldebaran avrebbero dovuto appoggiare le «Forze Navali Speciali» nelle operazioni di sbarco a Corfù, ma tale sbarco venne cancellato poco dopo la partenza delle navi dalla base; le truppe imbarcate sulle unità da sbarco (due vetusti incrociatori, altrettanti anziani cacciatorpediniere, undici vecchie torpediniere, quattro incrociatori ausiliari, tre navi da sbarco e quattro MAS) vennero trasportate da queste a Valona.
Dal novembre 1940 al maggio 1941 la torpediniera operò in missioni di scorta ai convogli diretti da Brindisi all'Albania e successivamente verso la Grecia.
Il 6 dicembre, l’Altair e la gemella Andromeda, dopo il siluramento da parte del sommergibile britannico Triton del piroscafo Olimpia (nel punto 41°06' N e 18°39' E), diedero la caccia all'unità subacquea nemica: a seguito di questa azione il Triton potrebbe essere stato affondato (il sommergibile tuttavia potrebbe anche essere uscito indenne dalla caccia ed essere poi saltato su mine od affondato in altre azioni antisom).
Il 6 gennaio 1941 la nave, assieme alle gemelle Partenope, Pallade ed Andromeda ed ai cacciatorpediniere Alfieri, Carducci, Fulmine e Gioberti, bombardò le posizioni greche di Porto Palermo (Albania).
Il 4 marzo l’Altair effettuò un'altra azione di bombardamento di installazioni militari nemiche sulle coste della Grecia.
Il 20 marzo 1941 la torpediniera ed il piroscafo che essa stava scortando al largo di Valona, il tedesco Brummer, vennero probabilmente attaccati, senza risultato, dal sommergibile greco Triton (da non confondersi con l'omonimo britannico affondato alcuni mesi prima).
Il 4 maggio dello stesso anno Altair, Antares ed Aretusa, insieme all'incrociatore ausiliario Barletta, lasciarono Brindisi e scortarono il convoglio che sbarcò il corpo di spedizione italiano ad Argostoli (Cefalonia).
La nave prese inoltre parte alle operazioni per l'occupazione di Creta.
Il 3 luglio la torpediniera effettuò una pesante caccia contro il sommergibile che aveva silurato il piroscafo Laura C. (la nave, in rotta Taranto-Napoli, alle 11.45 era stata colpita da due siluri lanciati dall'HMS Upholder e quindi portata all'incaglio, ma era comunque affondata dopo alcune ore), senza però ottenere risultati.
Nel pomeriggio del 19 ottobre 1941 l’Altair, al comando del capitano di fregata Paolo Cardinali, salpò dal Pireo di scorta, insieme alle torpediniere Lupo e Monzambano ed al Barletta, ad un convoglio di quattro mercantili (Città di Agrigento, Città di Marsala, Salzburg, Tagliamento) diretti a Candia. Nella sera dello stesso giorno, alle 19.30, la nave urtò nel Golfo Saronico una mina facente parte di un campo minato (50 ordigni) posato undici giorni prima dal sommergibile britannico Rorqual: lo scoppio uccise e ferì una ventina di uomini ed asportò di netto tutta la prua della nave, che si fermò con violento incendio a bordo. Mentre il resto del convoglio proseguiva, la Lupo si affiancò all'unità danneggiata e ne trasbordò l'equipaggio, poi, alle nove di sera, dopo una breve caccia antisommergibile nell'eventualità che l'unità subacquea fosse nei paraggi, prese a rimorchio l’Altair, a bordo della quale frattanto l'incendio era stato circoscritto. Non ci fu niente da fare: alle 2.47 di notte del 20 ottobre la Lupo dovette tagliare i cavi di rimorchio e l’Altair affondò in posizione 34°45' N e 23°52' E (Golfo di Atene). Sullo stesso banco di mine affondò lo stesso giorno anche l’Aldebaran, uscita dal Pireo per soccorrere la nave gemella.
Tra l'equipaggio dell’Altair si ebbero 3 morti accertati e 12 dispersi, mentre 124 uomini poterono essere salvati dalla Lupo.
La torpediniera aveva svolto complessivamente 119 missioni di guerra (di cui 55 di scorta), percorrendo in tutto 22.528 miglia nautiche.
Comandanti
Capitano di fregata Adone Del Cima (nato a Torre del Lago il 7 giugno 1898) (10 giugno - settembre 1940)
Capitano di fregata Paolo Cardinali (nato il 1 maggio 1903) (settembre 1940 -  20 ottobre 1941)